# Milan Horyna
Milan Horyna (* 9. ledna 1939 Hradec Králové) je bývalý československý vodní slalomář, kanoista závodící v kategorii C2. Jeho partnerem v deblkánoi byl Václav Janoušek, startoval též s Milanem Kným a Gabrielem Janouškem.
Na mistrovstvích světa získal několik cenných kovů. S Milanem Kným vybojoval jedno stříbro (C2 družstva – 1959), s Václavem Janouškem získal dvě stříbrné (C2 – 1967; C2 družstva – 1967) a jednu bronzovou medaili (C2 družstva – 1971). S Gabrielem Janouškem startoval na Letních olympijských hrách 1972, kde se jeho loď v individuálním závodě C2 umístila na 11. místě.